# Teksaška revolucija
Teksaška revolucija (2. oktober 1835 – 21. april 1836) je bil upor kolonistov iz Združenih držav in Tejanov (hispanskih Teksašanov) proti centralistični vladi Mehike v mehiški zvezni državi Coahuila y Tejas. Čeprav je bil upor del večjega upora, "Mehiške federalistične vojne", ki je vključeval druge province, ki so nasprotovale režimu predsednika Antonia Lópeza de Santa Anne, je mehiška vlada verjela, da so Združene države spodbudile teksaško vstajo z namenom priključitve. Mehiški kongres je sprejel Tornelov odlok, ki je določal, da se vsi tujci, ki se borijo proti mehiškim četam, "štejejo za pirate in se z njimi ravna kot s takimi, saj niso državljani nobene države, ki je trenutno v vojni z Republiko, in se ne borijo pod priznano zastavo". Samo provinci Teksas je uspelo prekiniti z Mehiko in ustanoviti Republiko Teksas. Približno desetletje pozneje so jo Združene države dokončno priključile.
Revolucija se je začela oktobra 1835, po desetletju političnih in kulturnih spopadov med mehiško vlado in vse večjim številom anglo-ameriških naseljencev v Teksasu. Mehiška vlada je postajala vse bolj centralizirana, pravice njenih državljanov pa so bile vse bolj omejene, zlasti glede priseljevanja iz Združenih držav. Mehika je leta 1829 uradno odpravila suženjstvo v Teksasu in želja anglo-Teksašanov po ohranitvi institucije suženjstva v Teksasu je bila prav tako pomemben vzrok za odcepitev, čeprav suženjstvo ni nikoli posredno ali neposredno omenjeno v "Deklaraciji neodvisnosti Teksasa". Kolonisti in Tejanci se niso strinjali ali je bil končni cilj neodvisnost ali vrnitev k mehiški ustavi iz leta 1824. Medtem ko so delegati na "Consultation" (to je bila začasna vlada zvezne države Teksasa) razpravljali o motivih vojne, so Teksašani in množica prostovoljcev iz Združenih držav do sredine decembra 1835 premagali majhne garnizije mehiških vojakov. "Consultation" je zavrnilo razglasitev neodvisnosti in namestilo začasno vlado, katere notranji spori so privedli do politične paralize in pomanjkanja učinkovitega upravljanja v Teksasu. Slabo zasnovan predlog za invazijo na Matamoros je odplaknil nujno potrebne prostovoljce in zaloge iz nastajajoče teksaške vojske. Marca 1836 je druga politična konvencija razglasila neodvisnost in imenovala vodstvo za novo Republiko Teksas.
Odločen, da maščuje čast Mehike, se je Santa Anna zaobljubil, da bo osebno ponovno zavzel Teksas. Njegova vojska operacij je vstopila v Teksas sredi februarja 1836 in našla Teksašane popolnoma nepripravljene. Mehiški general José de Urrea je vodil kontingent čet na kampanjo Goliad ob teksaški obali, premagal vse teksaške čete na svoji poti in usmrtil večino tistih, ki so se predali. Santa Anna je vodil večjo silo v San Antonio de Béxar (ali Béxar), kjer so njegove čete premagale teksaško garnizijo v bitki pri Alamu in ubile skoraj vse branilce.
Novo ustvarjena teksaška vojska pod poveljstvom Sama Houstona je bila nenehno v gibanju, medtem ko so prestrašeni civilisti bežali z vojsko v zmedi, znani kot Runaway Scrape. 31. marca je Houston ustavil svoje može pri Groce's Landing na reki Brazos in naslednja dva tedna so Teksašani so prejeli strogo vojaško usposabljanje. Ker je postal samozadovoljen in podcenjeval moč svojih sovražnikov, je Santa Anna še dodatno razdelil svoje čete. 21. aprila je Houstonova vojska izvedla presenetljiv napad na Santa Anno in njegovo predhodnico v bitki pri San Jacintu. Mehiške čete so bile hitro razbite, maščevalni Teksašani pa so usmrtili mnoge, ki so se poskušali predati. Santa Anna je bil vzet za talca; v zameno za svoje življenje je ukazal mehiški vojski, naj se umakne južno od Rio Grande. Teksašani so prisilili Santa Anno, da je podpisal pogodbo iz Velasca, ki je Teksasu podelila neodvisnost. Vendar Mehika ni hotela priznati Republike Teksas, občasni spopadi med državama pa so se nadaljevali v 1840-ih. Priključitev Teksasa kot 28. zvezne države Združenih držav Amerike leta 1845 je neposredno privedla do mehiško-ameriške vojne.

## Ozadje
- Teksas med leti 1500 in 1833
- Indijanski Teksas 1500
- Francoski Teksas 1685
- Španski Teksas 1974
- Mehiški Teksas 1833

Po neuspelem poskusu Francije, da bi kolonizirala Teksas v poznem 17. stoletju, je Španija razvila načrt za poselitev regije. Na njenem južnem robu, ob rekah Medina in Nueces, je Španski Teksas mejil na provinco Coahuilo. Na vzhodu je Teksas mejil na Louisiano. Po nakupu Louisiane leta 1803 so Združene države zahtevale tudi ozemlje zahodno od  reke Sabine, vse do Rio Grande. Od 1812 do 1813 so se proti-španski republikanci in ameriški filibusterji (vojaški pustolovci uprli Španskemu imperiju v tistem, kar je danes znano kot Gutiérrez–Mageejeva ekspedicija med mehiško vojno za neodvisnost. Na začetku so zmagali v bitkah in zavzeli številna teksaška mesta od Špancev, kar je 17. aprila 1813 privedlo do razglasitve neodvisnosti države Teksas kot dela Mehiške republike. Nova teksaška vlada in vojska sta doživeli svoj propad v bitki pri Medini avgusta 1813, 20 mi (32 km) južno od San Antonia, kjer je bilo 1.300 od 1.400 uporniških vojakov ubitih v bitki ali usmrčenih kmalu zatem s strani rojalističnih vojakov. To je bila najsmrtonosnejša posamezna bitka v zgodovini Teksasa. 300 republikanskih vladnih uradnikov v San Antoniu so španski rojalisti zajeli in usmrtili kmalu po bitki. Antonio López de Santa Anna, bodoči predsednik Mehike, se je boril v tej bitki kot rojalist in sledil ukazom svojih nadrejenih, da ne jemljejo ujetnikov. Zanimivo je tudi, da sta dva ustanovna očeta Republike Teksas in bodoča podpisnika Teksaške deklaracije neodvisnosti leta 1836, José Antonio Navarro in José Francisco Ruiz, sodelovala v Gutiérrez–Mageejevi ekspediciji. Čeprav so se Združene države uradno odpovedale tej zahtevi kot del Transkontinentalne pogodbe s Španijo leta 1819, so mnogi Američani še naprej verjeli, da bi Teksas moral pripadati njihovi državi in v naslednjem desetletju so Združene države večkrat ponudile nakup regije.
Po mehiški vojni za neodvisnost je Teksas postal del Mehike. Po ustavi Mehike iz leta 1824, ki je državo opredelila kot zvezna republika|zvezno republiko, sta bili provinci Teksas in Coahuila združeni v državo Coahuila y Tejas. Teksasu je bil dodeljen le en sedež v državnem zakonodajnem telesu, ki se je sestajalo v Saltillu, na stotine kilometrov stran. Po mesecih godrnjanja s strani Tejanos (prebivalcev Teksasa, rojenih v Mehiki), ogorčenih zaradi izgube politične avtonomije, so se državni uradniki strinjali, da Teksas postane departma nove države, z de facto prestolnico v San Antonio de Béxar.
Teksas je bil zelo redko poseljen, z manj kot 3.500 nedomorodnimi prebivalci in le okoli 200 vojaki, kar ga je naredilo izjemno ranljivega za napade domorodnih plemen in ameriških filibustrov. V upanju, da bi priliv naseljencev lahko nadzoroval odpor domorodcev, je bankrotirana mehiška vlada liberalizirala imigracijsko politiko za regijo. Končno so se lahko zakonito naselili v Teksasu, "Anglosi" iz Združenih držav so kmalu močno presegli število Tejanov. Večina priseljencev je prišla iz ameriškega juga. Mnogi so bili lastniki sužnjev in večina jih je s seboj prinesla pomembne predsodke proti drugim rasam, stališča, ki so se pogosto nanašala na Tejane. Uradna religija Mehike je bila rimokatoliška, vendar je bila večina priseljencev protestantov, ki niso zaupali katolikom.
Mehiške oblasti so bile vse bolj zaskrbljene zaradi stabilnosti regije. Kolonije so bile leta 1829 na robu upora, potem ko je Mehika odpravila suženjstvo. V odgovor je predsednik Anastasio Bustamante uvedel zakone 6. aprila 1830, ki so med drugim prepovedovali nadaljnje priseljevanje v Teksas iz Združenih držav, povečali davke in ponovno potrdili prepoved suženjstva. Naseljenci so zakone preprosto obšli ali jih ignorirali. Do leta 1834 je v Coahuili y Tejas živelo približno 30.000 Anglov, v primerjavi z le 7.800 prebivalci, rojenimi v Mehiki. Do konca leta 1835 je v Teksasu živelo skoraj 5.000 zasužnjenih Afričanov in črncev, kar je predstavljalo 13 odstotkov neindijanskega prebivalstva.
Leta 1832 je Antonio López de Santa Anna vodil upor za strmoglavljenje Bustamanteja. Teksašani ali angleško govoreči naseljenci so upor uporabili kot izgovor za oborožitev. Do sredine avgusta so bile vse mehiške čete izgnane iz vzhodnega Teksasa. Opijanjeni z uspehom so Teksašani organizirali dve politični konvenciji, da bi prepričali mehiške oblasti, naj spremenijo zakone z dne 6. aprila 1830. Bustamanteja je zamenjal liberalni federalist Valentin Gomez Farias, ki je poskušal doseči kompromis s Teksašani. Novembra 1833 je mehiška vlada poskušala rešiti nekatere njihove pomisleke, razveljavila nekatere dele zakona in kolonistom podelila nadaljnje koncesije, vključno s povečano zastopanostjo v državni zakonodaji. Stephen F. Austin, ki je v Teksas pripeljal prve ameriške naseljence, je prijatelju napisal, da je "vsako zlo, na katerega so se pritoževali, odpravljeno." Mehiške oblasti so bile tiho pozorne, zaskrbljene, da kolonisti manevrirajo proti odcepitvi.
Santa Anna je aprila 1834 strmoglavil Gomeza Fariasa in se kmalu razkril kot centralist, s čimer je ustanovil Centralistično republiko Mehiko. Leta 1835 je bila ustava iz leta 1824 razveljavljena; državne zakonodaje so bile razpuščene, milice razpuščene. Federalisti po vsej Mehiki so bili zgroženi. Državljani v zveznih državah Oaxaca in Zacatecas so se oborožili. Potem ko so čete Santa Anne maja zatrle upor v Zacatecasu, je svojim četam dal dva dni, da oplenijo mesto; ubitih je bilo več kot 2.000 neborcev. Guverner Coahuile y Tejasa, Agustín Viesca, ni hotel razpustiti zakonodajne skupščine, ampak je namesto tega odredil, da se zasedanje ponovno skliče v Béxarju, dlje od vpliva mehiške vojske. Čeprav je ugledni Tejano Juan Seguín ustanovil milico, da bi pomagal guvernerju, mu je Béxarjev ayuntamiento (mestni svet) ukazal, naj se ne vmešava, in Viesca je bil aretiran, preden je dosegel Teksas.
Javno mnenje v Teksasu je bilo razdeljeno. Časopisi v Združenih državah so začeli zagovarjati popolno neodvisnost Teksasa. Potem, ko je več moških junija izvedlo manjši upor proti carinam v Anahuacu, Teksas, so lokalni voditelji začeli pozivati k javnemu srečanju, da bi ugotovili, ali večina naseljencev podpira neodvisnost, vrnitev k federalizmu ali status quo. Čeprav so nekateri voditelji bili zaskrbljeni, da bi mehiški uradniki tovrstno zbiranje videli kot korak k revoluciji, so se do konca avgusta večina skupnosti strinjala, da pošljejo delegate na "Consultation  (Posvetovanje)", predvideno za 15. oktober.
Že aprila 1835 so vojaški poveljniki v Teksasu začeli zahtevati okrepitve, saj so se bali, da se bodo državljani uprli. Mehika ni bila dobro pripravljena na veliko državljansko vojno, vendar je nenehni nemir v Teksasu predstavljal veliko nevarnost za moč Santa Anne in Mehike. Če bi se tudi prebivalci Coahuile oborožili, se je Mehika soočala z izgubo velikega dela svojega ozemlja. Brez severovzhodne province, ki bi delovala kot varovalno območje, je bilo verjetno, da bi se vpliv Združenih držav razširil in mehiška ozemlja Nuevo Mexico in Alta California bi bila ogrožena zaradi prihodnjega ameriškega poseganja. Santa Anna se ni želel zapletati z Združenimi državami in vedel je, da je treba nemire zatreti, preden bi Združene države prepričali, da se vmešajo. V začetku septembra je Santa Anna svojemu svaku, generalu Martínu Perfectu de Cosu, ukazal, naj vodi 500 vojakov v Teksas, da bi zatrl morebitni upor. Cos in njegovi možje so pristali v pristanišču Copano 20. septembra. Austin je pozval vse občine, naj zberejo milice za obrambo.

## Teksaška ofenziva: oktober–december 1835

### Gonzales
V zgodnjih 1830-ih je vojska posodila prebivalcem Gonzalesa majhen top za zaščito pred indijanskimi napadi. Ko je mehiški vojak 10. septembra 1835 pretepel prebivalca Gonzalesa, so se napetosti še povečale, mehiške oblasti pa so menile, da je nerazumno pustiti naseljencem orožje. Polkovnik Domingo de Ugartechea, poveljnik vseh mehiških vojaških sil v Teksasu, je poslal majhen oddelek vojakov, da bi prevzeli top. Ko so naseljenci pospremili skupino iz mesta brez topa, je Ugartechea poslal 100 dragoncev z poročnikom Franciscom de Castañedo, da bi zahtevali izpolnitev, z ukazi, da se po možnosti izognejo uporabi sile.
Mnogi naseljenci so verjeli, da mehiške oblasti ustvarjajo izgovor za napad na mesto in uničenje milice. Teksašani so več dni zavlačevali Castañedove poskuse pogajanj o vrnitvi topa, medtem ko so čakali na okrepitve iz drugih kolonij. V zgodnjih urah 2. oktobra je približno 140 teksaških prostovoljcev napadlo Castañedovo silo. Po kratkem spopadu je Castañeda zahteval srečanje z teksaškim vodjo Johnom Henryjem Moorom. Castañeda je razkril, da deli njihova federalistična nagnjenja, vendar je bil zavezan slediti ukazom. Ko se je Moore vrnil v tabor, so Teksašani dvignili doma narejen bel transparent s sliko topa, naslikanega v črni barvi v sredini, nad besedami "Pridi in vzemi". Zavedajoč se, da je bil številčno prešibak, je Castañeda svoje čete odpeljal nazaj v Béxar. V tej prvi bitki revolucije sta bila ubita dva mehiška vojaka, en Teksašan pa je bil poškodovan, ko je padel s konja. Čeprav je bil dogodek, kot ga je opisal zgodovinar William C. Davis, "nepomemben spopad, v katerem se ena stran ni poskušala boriti", so ga Teksašani kmalu razglasili za zmago nad mehiškimi četami. Novice o spopadu so se razširile po Združenih državah in spodbudile številne pustolovce, da so prišli v Teksas, da bi se pridružili boju.
Prostovoljci so še naprej prihajali v Gonzales. 11. oktobra so čete soglasno izvolile Austina, ki ni imel uradnih vojaških izkušenj,za vodjo skupine, ki jo je poimenoval "Vojska ljudstva".  Že od začetka se je izkazalo, da ima prostovoljna vojska malo discipline. Austinov prvi uradni ukaz je bil, da svoje može opomni, da se od njih pričakuje, da bodo ubogali svoje poveljnike. Opojeni z zmago so bili Teksašani odločeni, da bodo mehiško vojsko pregnali iz Teksasa, in so se začeli pripravljati na pohod v Béxar.

### Kampanja na obali Zaliva
Ko je izvedel, da so teksaške čete napadle Castañedo v Gonzalesu, je Cos pohitel v Béxar. Nevedoč za njegov odhod, so 6. oktobra Teksašani v Matagordi odkorakali proti Presidio La Bahía v Goliadu, da bi ga ugrabili in zasegli 50.000 dolarjev, za katere se je govorilo, da ga spremljajo. 10. oktobra je približno 125 prostovoljcev, vključno s 30 Tejanosi, zavzelo presidio. Mehiška garnizija se je predala po tridesetminutni bitki. Eden ali dva Teksašana sta bila ranjena, trije mehiški vojaki so bili ubiti, sedem pa ranjenih.
Teksašani so se namestili v presidiju pod poveljstvom kapitana Philipa Dimmitta, ki je takoj poslal vse lokalne prostovoljce Tejano, da se pridružijo Austinu na pohodu v Béxar. Konec meseca je Dimmitt poslal skupino mož pod Iro Westoverjem, da se spopadejo z mehiško garnizijo v Fort Lipantitlán, blizu San Patricia. Pozno 3. novembra so Teksašani zavzeli podhranjeno utrdbo brez izstreljenega strela. Po zasedbi utrdbe so se pripravili na vrnitev v Goliad. Preostanek mehiške garnizije, ki je bila na patrulji, se je približal. Mehiške čete je spremljalo 15–20 zvestih centralistov iz San Patricia, vključno z vsemi člani ayuntamiento. Po tridesetminutnem spopadu so se mehiški vojaki in teksaški centralisti umaknili. Z njihovim odhodom je teksaška vojska nadzorovala obalo Zaliva, kar je prisililo mehiške poveljnike, da so vso komunikacijo z mehiško notranjostjo pošiljali po kopnem. Počasnejše potovanje po kopnem je Cosu onemogočilo hitro zahtevanje ali prejemanje okrepitev ali zalog.
Ob vrnitvi v Goliad je Westoverjeva skupina srečala guvernerja Viesco. Potem ko so ga osvobodili sočutni vojaki, je Viesca takoj odpotoval v Teksas, da bi ponovno vzpostavil državno vlado. Dimmitt je Viesco pozdravil, vendar ni hotel priznati njegove avtoritete kot guvernerja. To je povzročilo razburjenje v garniziji, saj so mnogi podpirali guvernerja. Dimmitt je razglasil vojno stanje in kmalu odtujil večino lokalnih prebivalcev. V naslednjih nekaj mesecih se je območje med Goliadom in Refugiom pogreznilo v državljansko vojno. Domačin iz Goliada Carlos de la Garza je vodil gverilsko vojno proti teksaškim četam. Po mnenju zgodovinarja Paula Lacka so teksaške "protigverilske taktike storile premalo, da bi zatrle opozicijo, vendar dovolj, da so neopredeljene prepričale k centralistom."

### Obleganje Béxarja
Medtem, ko je Dimmitt nadzoroval teksaške sile ob obali Zaliva, je Austin vodil svoje može proti Béxarju, da bi se spopadel s Cosom in njegovimi četami. Prepričani, da bodo hitro premagali mehiške čete, so se mnogi delegati posvetovanja odločili, da se pridružijo vojski. Ker niso mogli doseči kvoruma, je bilo posvetovanje preloženo na 1. november. 16. oktobra so se Teksašani ustavili 40 km od Béxarja. Austin je poslal sporočilo Cosu, v katerem je navedel zahteve, ki bi jih Teksašani morali izpolniti, da bi odložili orožje in se "izognili žalostnim posledicam državljanske vojne, ki žal grozi Teksasu". Cos je odgovoril, da se Mehika ne bo "podredila ukazom tujcev".
Približno 650 mehiških vojakov je hitro zgradilo barikade po vsem mestu. V nekaj dneh je teksaška vojska, močna približno 450 mož, začela obleganje Béxarja in postopoma premaknila svoj tabor bližje Béxarju. 27. oktobra je predhodnica, ki sta jo vodila James Bowie in James Fannin, izbrala Misijo Concepción za naslednje taborišče in poslala po preostalo teksaško vojsko. Ko je Ugartechea izvedel, da so Teksašani začasno razdeljeni, je vodil čete, da bi se spopadle z Bowiejem in Fanninovimi možmi. Mehiška konjenica se ni mogla učinkovito boriti na gozdnatem, rečnem terenu, orožje mehiške pehote pa je imelo veliko krajši doseg kot orožje Teksašanov. Po treh odbitih napadih mehiške pehote je Ugartechea ukazal umik. Umrl je en teksaški vojak, ubitih pa je bilo med 14 in 76 mehiških vojakov. Čeprav je Texas Tech University profesor emeritus Alwyn Barr opazil, da bi bitka pri Concepciónu "morala naučiti ... lekcije o mehiškem pogumu in vrednosti dobrega obrambnega položaja", strokovnjak za zgodovino Teksasa Stephen Hardin verjame, da je "relativna lahkotnost zmage pri Concepciónu Teksašanom vcepila zanašanje na njihove dolge puške in prezir do njihovih sovražnikov".
Ko se je vreme ohladilo in so se zaloge zmanjšale, so skupine Teksašanov začele odhajati, večinoma brez dovoljenja. Morala se je dvignila 18. novembra, ko se je teksaški vojski pridružila prva skupina prostovoljcev iz Združenih držav, "New Orleans Greys". Za razliko od večine teksaških prostovoljcev so bili Greysi videti kot vojaki, z uniformami, dobro vzdrževanimi puškami, zadostnim strelivom in nekakšno disciplino.
Ko je Austin odstopil s poveljstva, da bi postal komisar Združenih držav, so vojaki za svojega novega poveljnika izvolili Edwarda Burlesona. 26. novembra je Burleson prejel novico, da je mehiški tovorni pratež mul in konj, ki ga je spremljalo 50–100 mehiških vojakov, oddaljen 8 km od Béxarja. Po skorajšnjem uporu je Burleson poslal Bowieja in Williama H. Jacka s konjenico in pehoto, da bi prestregla zaloge. V kasnejšem spopadu so se mehiške sile morale umakniti v Béxar, pri čemer so pustile svoj tovor. Na razočaranje Teksašanov so bisage vsebovale le krmo za konje; zato je bitka kasneje postala znana kot "Bitka za travo".238.</ref> Čeprav je zmaga za kratek čas dvignila moralo teksaškim vojakom, je ta še naprej padala, ko se je vreme ohladilo in so se moški začeli dolgočasiti. Po več predlogih za zavzetje Béxarja s silo, ki so jih teksaške čete zavrnile z glasovanjem, je 4. decembra Burleson predlagal, naj vojska prekine obleganje in se umakne v Goliad do pomladi. V zadnjem poskusu, da bi se izognil umiku, je polkovnik Ben Milam osebno rekrutiral enote za sodelovanje v napadu. Naslednje jutro sta Milam in polkovnik Frank W. Johnson vodila več sto Teksašanov v mesto. V naslednjih štirih dneh so se Teksašani prebijali od hiše do hiše proti utrjenim trgom blizu središča mesta.
Cos je 8. decembra prejel 650 okrepitev, vendar so bili na njegovo razočaranje večinoma neizkušeni rekruti, vključno z mnogimi obsojenci, ki so bili še v verigah. Namesto, da bi bile koristne, so bile okrepitve predvsem breme za zmanjšujoče se zaloge hrane. Ker je videl malo drugih možnosti, sta se 9. decembra Cos in večina njegovih mož umaknila v Alamo Mission na obrobju Béxarja. Cos je predstavil načrt za protinapad; konjeniški častniki so verjeli, da jih bodo obkolili Teksašani in so zavrnili njegovee ukaze. Verjetno 175 vojakov iz štirih konjeniških čet je zapustilo misijo in odjahalo proti jugu; mehiški častniki so kasneje trdili, da so moški napačno razumeli njihove ukaze in niso dezertirali. Naslednje jutro se je Cos predal. Po pogojih predaje bi Cos in njegovi možje zapustili Teksas in se ne bi več borili proti podpornikom ustave iz leta 1824. Z njegovim odhodom v Teksasu ni bilo več organizirane garnizije mehiških čet, in mnogi Teksašani so verjeli, da je vojne konec. Burleson je 15. decembra odstopil z vodstva vojske in se vrnil domov. Mnogi moški so storili enako, Johnson pa je prevzel poveljstvo nad 400 vojaki, ki so ostali.
Po Barru je veliko število ameriških prostovoljcev v Béxarju "prispevalo k mehiškemu mnenju, da je teksaško nasprotovanje izviralo iz zunanjih vplivov". V resnici je od 1.300 moških, ki so se prostovoljno javili za boj v teksaški vojski oktobra in novembra 1835, le 150–200 prispelo iz Združenih držav po 2. oktobru. Ostali so bili prebivalci Teksasa s povprečnim datumom priselitve 1830. Prostovoljci so prihajali iz vsake občine, vključno s tistimi, ki so jih delno zasedle mehiške sile. Vendar pa se je, ko so se prebivalci po Cosovi predaji vračali domov, sestava teksaške vojske dramatično spremenila. Od prostovoljcev, ki so služili od januarja do marca 1836, jih je 78 odstotkov prispelo iz Združenih držav po 2. oktobru 1835.

## Pregrupacija: november 1835– februar 1836

### Teksaško posvetovanje in ekspedicija Matamoros
Posvetovanje (Consultation) se je končno sestalo 3. novembra v San Felipeju z 58 od 98 izvoljenih delegatov. Po dneh grenkih razprav so delegati glasovali za ustanovitev začasne vlade, ki temelji na načelih ustave iz leta 1824. Čeprav niso razglasili neodvisnosti, so delegati vztrajali, da se ne bodo ponovno pridružili Mehiki, dokler ne bo ponovno vzpostavljen federalizem. Nova vlada bi bila sestavljena iz guvernerja in Generalnega sveta, z enim predstavnikom iz vsake občine. Ob predpostavki, da bosta ti dve veji sodelovali, ni bilo sistema zavor in ravnotežja.
13. novembra so delegati glasovali za ustanovitev redne vojske in imenovali Sama Houstona za njenega vrhovnega poveljnika. V prizadevanju za privabljanje prostovoljcev iz Združenih držav bi vojaki prejeli zemljiške nagrade. Ta določba je bila pomembna, saj je vsa javna zemlja bila v lasti države ali zvezne vlade, kar kaže, da so delegati pričakovali, da bo Teksas sčasoma razglasil neodvisnost. Houston ni imel avtoritete nad prostovoljno vojsko, ki jo je vodil Austin in ki je obstajala pred posvetovanjem. Houston je bil imenovan tudi v "Izbrani odbor za indijanske zadeve". Trije moški, vključno z Austinom, so bili zaprošeni, da gredo v Združene države zbirat denar, prostovoljce in zaloge. Delegati so za guvernerja izvolili Henryja Smitha. 14. novembra se je posvetovanje prekinilo, Smith in Svet pa sta ostala na čelu.
Nova teksaška vlada ni imela sredstev, zato je bila vojski podeljena avtoriteta za rekvizicijo zalog. Ta politika je kmalu povzročila skoraj splošno sovraštvo do sveta, saj so hrana in zaloge postale redke, zlasti na območjih okoli Goliada in Béxarja, kjer so bile nameščene teksaške čete. Malo prostovoljcev se je strinjalo, da se pridruži Houstonovi redni vojski. Telegraph and Texas Register je opozoril, da "nekateri niso pripravljeni, pod sedanjo vlado, opravljati nobene dolžnosti ... Da je naša vlada slaba, vsi priznavajo, in nihče ne bo zanikal."
Voditelji v Teksasu so še naprej razpravljali ali se vojska bori za neodvisnost ali za vrnitev k federalizmu. 22. decembra so teksaški vojaki, nameščeni v La Bahíi, izdali Goliadsko deklaracijo neodvisnosti. Ker niso želeli sami odločati o zadevi, je Svet razpisal nove volitve za delegate na "Konvencijo leta 1836". Svet je posebej opozoril, da lahko glasujejo vsi svobodni belci, pa tudi Mehičani, ki niso podpirali centralizma. Smith je poskušal veto na slednjo zahtevo, saj je menil, da bi morali biti celo Tejanosi s federalističnimi nagnjenji prikrajšani za volilno pravico.
Vodilni federalisti v Mehiki, vključno z nekdanjim guvernerjem Viesco, Lorenzom de Zavalo in Joséjem Antoniom Mexío, so zagovarjali načrt za napad na centralistične čete v Matamorosu. Člani Sveta so bili navdušeni nad idejo o ekspediciji Matamoros. Upali so, da bo to navdihnilo druge federalistične države k uporu in preprečilo, da bi se dolgočasne teksaške čete izognile vojski. Najpomembneje je bilo, da bi se vojna cona premaknila izven Teksasa. Svet je 25. decembra uradno potrdil načrt, 30. decembra pa sta Johnson in njegov pomočnik dr. James Grant odpeljala večino vojske in skoraj vse zaloge v Goliad, da bi se pripravila na odpravo. Zgodovinar Stuart Reid domneva, da je bil Grant skrivoma zaposlen pri britanski vladi in da je bil njegov načrt za zavzetje Matamorosa, s čimer bi se Teksas tesneje povezal z Mehiko, morda njegov neuradni načrt za napredovanje interesov njegovih delodajalcev v regiji.
Malenkostno prerekanje med Smithom in člani Sveta se je dramatično povečalo, 9. januarja 1836 pa je Smith zagrozil, da bo razpustil Svet, če ne bodo preklicali svoje odobritve odprave v Matamoros. Dva dni pozneje je Svet izglasoval obtožbo Smitha in imenoval Jamesa W. Robinsona za vršilca dolžnosti guvernerja. Ni bilo jasno ali je katera koli stran dejansko imela pooblastila za razrešitev druge. Po tej točki je bil Teksas v bistvu v anarhiji.
Po Smithovih ukazih je Houston uspešno odvrnil vse razen 70 mož od nadaljnjega sledenja Johnsonu. Ker je bila njegova lastna avtoriteta vprašljiva po Smithovi obtožbi, je Houston umaknil roke od vojske in odpotoval v Nacogdoches, da bi se pogajal o pogodbi z voditelji Cherokeejev. Houston je obljubil, da bo Teksas priznal zahteve Cherokeejev po zemlji v vzhodnem Teksasu, dokler se Indijanci vzdržijo napadov na naselja ali pomoči mehiški vojski. V njegovi odsotnosti je Fannin, kot najvišji častnik, aktiven v redni vojski, vodil moške, ki niso želeli iti v Matamoros, v Goliad.
Svet je zanemaril določitev posebnih navodil o tem, kako strukturirati februarsko glasovanje za delegate konvencije in prepustil vsaki občini, da določi, kako uravnotežiti želje uveljavljenih prebivalcev z željami prostovoljcev, ki so na novo prispeli iz Združenih držav. Nastopil je kaos; v Nacogdochesu je volilni sodnik zavrnil četo 40 prostovoljcev iz Kentuckyja, ki so prispeli tisti teden. Vojaki so izvlekli orožje; polkovnik Sidney Sherman je napovedal, da je "prišel v Teksas, da bi se boril zanj in bi se enako hitro začel v mestu Nacogdoches kot drugje". Sčasoma je bilo vojakom dovoljeno glasovati. Z govoricami, da Santa Anna pripravlja veliko vojsko za napredovanje v Teksas, se je retorika degenerirala v uokvirjanje konflikta kot rasne vojne med Anglosasi, ki branijo svojo lastnino pred, po besedah Davida G. Burneta, "mešano raso degeneriranih Špancev in Indijancev, bolj pokvarjenih kot oni".

### Mehiška operativna vojska
Novica o oboroženi vstaji v Gonzalesu je Santa Anno dosegla 23. oktobra. Razen vladajoče elite in članov vojske je le malo ljudi v Mehiki vedelo ali se zanimalo za upor. Tisti, ki so poznali dogodke, so Anglosase krivili za njihovo nepripravljenost, da bi se prilagodili zakonom in kulturi svoje nove države. Angloški priseljenci so Mehiki vsilili vojno in mehiška čast je zahtevala, da se uzurpatorji premagajo. Santa Anna je prenesel svoje predsedniške dolžnosti na Miguela Barragána, da bi osebno vodil čete in končal teksaški upor. Santa Anna in njegovi vojaki so verjeli, da bodo Teksašani hitro prestrašeni. Mehiški minister za vojno, José María Tornel, je zapisal: "Premoč mehiškega vojaka nad gorjani iz Kentuckyja in lovci iz Missourija je dobro znana. Veterani, utrjeni z 20 leti vojn, se ne morejo ustrašiti prisotnosti vojske, ki ne pozna vojaške umetnosti, je nesposobna za disciplino in znana po neposlušnosti."
V tem času je bilo v notranjosti Mehike le 2.500 vojakov. To ni bilo dovolj za zatrtje upora in zagotavljanje varnosti—pred napadi Indijancev in federalistov—po vsej preostali državi. Po besedah avtorja Willa Fowlerja je Santa Anna teksaško odpravo financiral s tremi posojili; eno od mesta San Luis Potosí in drugi dve posojili od posameznikov Cayetana Rubia in Juana N. Erraza. Santa Anna je zagotovil vsaj del poplačil s svojimi finančnimi sredstvi. Začel je zbirati novo vojsko, ki jo je poimenoval Operativna vojska v Teksasu. Večina vojakov je bila vpoklicana ali pa so bili obsojenci, ki so izbrali služenje vojaškega roka namesto zapora. Mehiški častniki so vedeli, da mušketam Brown Bess, ki so jih nosili, manjka domet teksaškega orožja, vendar je bil Santa Anna prepričan, da bo njegovo vrhunsko načrtovanje kljub temu privedlo do lahke zmage. Korupcija je bila razširjena in zalog ni bilo v izobilju. Skoraj od začetka so bile zaloge hrane pomanjkljive in ni bilo medicinskih pripomočkov ali zdravnikov. Malo vojakov je dobilo težke plašče ali odeje za zimo.
Konec decembra je mehiški kongres na zahtevo Santa Anne sprejel Tornelov odlok, ki je določal, da se vsi tujci, ki se borijo proti mehiškim četam, "štejejo za pirate in se z njimi ravna kot s takimi, saj niso državljani nobene države, ki je trenutno v vojni z Republiko in se ne borijo pod priznano zastavo." V začetku devetnajstega stoletja so ujete pirate takoj usmrtili. Resolucija je tako mehiški vojski dala dovoljenje, da v vojni proti Teksašanom ne jemlje ujetnikov. Ta informacija ni bila široko razširjena in malo verjetno je, da je večina ameriških rekrutov, ki so služili v teksaški vojski, vedela, da ne bo ujetnikov.
Do decembra 1835 je 6.019 vojakov začelo svoj pohod proti Teksasu. Napredek je bil počasen. Ni bilo dovolj mul za prevoz vseh zalog in mnogi vozniki, vsi civilisti, so odnehali, ko je bilo njihovo plačilo zamujeno. Veliko število soldaderas —žensk in otrok, ki so sledili vojski— je zmanjšalo že tako skromne zaloge. V Saltillu sta se Cos in njegovi možje iz Béxarja pridružili silam Santa Anne.</ref> Santa Anna je Cosovo obljubo, da ne bo prijel za orožje v Teksasu, štel za brezpredmetno, ker je bila dana upornikom.
Iz Saltilla je imela vojska tri možnosti: napredovati ob obali po cesti Atascocita od Matamorosa do Goliada ali se odpraviti na Béxar z juga, po cesti Laredo ali z zahoda, po Caminu Real. Santa Anna je generalu José de Urrea ukazal, naj vodi 550 vojakov v Goliad. Čeprav je več Santa Anninih častnikov trdilo, da bi morala celotna vojska napredovati ob obali, kjer bi se lahko oskrbovala po morju, se je Santa Anna namesto tega osredotočil na Béxar, politično središče Teksasa in kraj Cosovega poraza. Predaja njegovega svaka je bila videna kot udarec časti njegove družine in Mehike; Santa Anna je bil odločen obnoviti oboje. Santa Anna je morda tudi mislil, da bo Béxar lažje premagati, saj so ga njegovi vohuni obvestili, da je večina teksaške vojske ob obali, pripravljajoč se na ekspedicijo Matamoros. Santa Anna je večino svojih mož vodil po Caminu Real, da bi se približal Béxarju z zahoda, kar je zmedlo Teksašane, ki so pričakovali, da se bodo morebitne napredujoče čete približale z juga. 17. februarja so prečkali reko Nueces in uradno vstopili v Teksas.
Temperature so dosegle rekordno nizke vrednosti, do 13. februarja pa je zapadlo ocenjenih 15–16 in (38–41 cm) snega. Veliko število novih rekrutov je bilo iz tropskega podnebja Yucatána in se niso mogli aklimatizirati na ostre zimske razmere. Nekateri so umrli zaradi hipotermije, drugi pa so zboleli za dizenterijo. Vojake, ki so zaostali, so včasih ubile komanške roparske skupine. Kljub temu je vojska nadaljevala pohod proti Béxarju. Med napredovanjem so se naseljenci na njihovi poti v južnem Teksasu evakuirali proti severu. Mehiška vojska je prazne domove ropala in občasno požigala. Santa Anna in njegovi poveljniki so prejemali pravočasne obveščevalne podatke o lokacijah, moči in načrtih teksaških čet, iz mreže Tejano vohunov, ki jih je organiziral de la Garza.

## Ofenziva Santa Anne: februar–marec 1836

### Alamo
Manj kot 100 teksaških vojakov je ostalo v misiji Alamo v Béxarju, pod poveljstvom polkovnika Jamesa C. Neilla. Ker ni mogel zagotoviti dovolj mož za uspešno obrambo razprostranjene ustanove, je januarja Houston poslal Bowieja s 30 možmi, da odstranijo topništvo in uničijo kompleks. Houstonovi ukazi Bowieju so bili nejasni in zgodovinarji se ne strinjajo glede njihovega namena. Alternativna interpretacija je, da so bili Bowiejevi ukazi uničiti le barikade, ki jih je mehiška vojska postavila okoli San Antonia de Béxar in da bi moral nato počakati v Alamu, dokler guverner Henry Smith ne bi odločil ali naj se misija poruši in topništvo odstrani. V pismu guvernerju Smithu je Bowie trdil, da "rešitev Teksasa v veliki meri temelji na ohranjanju Béxarja izven rok sovražnika. Služi kot mejna straža in če bi bil v posesti Santa Anne, ni trdnjave, iz katere bi ga lahko odbili na njegovem pohodu proti Sabini." Pismo Smithu se je končalo z besedami: "Polkovnik Neill in jaz sva se slovesno odločila, da bova raje umrla v teh jarkih, kot da bi jih prepustila sovražniku." Odobrenih je bilo malo okrepitev; konjeniški častnik William B. Travis je prispel v Béxar s 30 možmi 3. februarja, pet dni kasneje pa je prispela majhna skupina prostovoljcev, vključno z znanim mejnim lovcem in politikom Davyjem Crockettom. 11. februarja je Neill odšel, da bi rekrutiral dodatne okrepitve in zbral zaloge. V njegovi odsotnosti sta si Travis in Bowie delila poveljstvo.
Ko so izvidniki 23. februarja sporočili, da je mehiška predhodnica na vidiku, so nepripravljeni Teksašani zbrali vso hrano, ki so jo našli v mestu in se umaknili v Alamo. Do poznega popoldneva je Béxar zasedlo približno 1.500 mehiških vojakov, ki so hitro dvignili krvavo rdečo zastavo, ki je pomenila "no quarter (brez milosti)". Naslednjih 13 dni je mehiška vojska oblegala Alamo. Več manjših spopadov je branilcem dalo prepotrebni optimizem, vendar so imeli majhen dejanski vpliv. Bowie je zbolel 24. februarja, s čimer je Travis ostal edini poveljnik teksaških sil. Istega dne je Travis poslal kurirje s pismom, v katerem je prosil za okrepitve in obljubljal "zmago ali smrt"; to pismo je bilo ponatisnjeno po Združenih državah in večjem delu Evrope. Teksaški in ameriški prostovoljci so se začeli zbirati v Gonzalesu in čakali, da Fannin prispe in jih popelje v okrepitev Alama. Po dneh neodločnosti se je Fannin 26. februarja pripravil na pohod s svojimi 300 vojaki proti Alamu; naslednji dan so se obrnili nazaj. Manj kot 100 teksaških okrepitev je doseglo utrdbo.
Približno 1.000 mehiških okrepitev je prispelo 3. marca. Naslednji dan je lokalna ženska, verjetno Bowiejeva sorodnica Juana Navarro Alsbury, naletela na zavrnitev Santa Anne, ko je poskušala pogajati o predaji za branilce Alama. Ta obisk je povečal nestrpnost Santa Anne in napad je načrtoval za zgodnje jutro 6. marca. Mnogi njegovi častniki so bili proti načrtu; raje so počakali, dokler topništvo ne bi še bolj poškodovalo zidov Alama in branilci ne bi bili prisiljeni k predaji. Santa Anna je bil prepričan, da bi odločilna zmaga izboljšala moralo in poslala močno sporočilo tistim, ki so še vedno agitirali v notranjosti in drugod po Teksasu.
V zgodnjih urah 6. marca je mehiška vojska napadla utrdbo. Vojaki iz Béxarja so bili oproščeni frontne črte, da se jim ne bi bilo treba boriti proti svojim družinam in prijateljem. V začetnih trenutkih napada so bile mehiške čete v slabšem položaju. Čeprav je njihova formacija kolone omogočala varno streljanje le prvim vrstam vojakov, so tudi neizkušeni rekruti v ozadju streljali s svojim orožjem; veliko mehiških vojakov so nenamerno ubili njihovi lastni tovariši. Ko so mehiški vojaki preplavili zidove, je vsaj 80 Teksašanov pobegnilo iz Alama in jih je pokončala mehiška konjenica. V eni uri so bili ubiti skoraj vsi teksaški branilci, ocenjeni na 182–257 mož. Med štiri in sedem Teksašanov, morda vključno s Crockettom, se je predalo. Čeprav je general Manuel Fernández Castrillón poskušal posredovati v njihovo korist, je Santa Anna vztrajal, da se zaporniki takoj usmrtijo.
Večina zgodovinarjev Alama se strinja, da je bilo ubitih ali ranjenih 400–600 Mehičanov. To bi predstavljalo približno eno tretjino mehiških vojakov, vključenih v končni napad, kar zgodovinar Timothy Todish označuje kot "ogromno stopnjo žrtev po vseh standardih". Bitka je bila vojaško nepomembna, vendar je imela ogromen politični vpliv. Travisu je uspelo pridobiti čas za konvencijo iz leta 1836, predvideno za 1. marec, da se sestane. Če se Santa Anna ne bi ustavil v Béxarju za dva tedna, bi do 2. marca dosegel San Felipe in bi zelo verjetno zajel delegate ali jih prisilil v beg.
Preživeli, predvsem ženske in otroci, so bili zaslišani s strani Santa Anne in nato izpuščeni. Susanna Dickinson je bila poslana s Travisovim sužnjem Joejem v Gonzales, kjer je živela, da bi razširila novico o teksaškem porazu. Santa Anna je domneval, da bo poznavanje razlike v številu vojakov in usode teksaških vojakov pri Alamu zatrlo odpor, in da bodo teksaški vojaki hitro zapustili ozemlje.

### Kampanja Goliad
Urrea je prispel v Matamoros 31. januarja. Sam je bil predan federalist in je kmalu prepričal druge federaliste na tem območju, da je bil končni cilj Teksašanov odcepitev in da je bil njihov poskus sprožitve federalističnega upora v Matamorosu le metoda preusmerjanja pozornosti od sebe. Mehiški dvojni agenti so še naprej zagotavljali Johnsonu in Grantu, da bodo zlahka zavzeli Matamoros. Medtem, ko je Johnson čakal v San Patriciu z majhno skupino mož, sta Grant in med 26 in 53 drugih tavali po območju med reko Nueces in Matamorosom. Čeprav so navidezno iskali več konj, je verjetno Grant poskušal tudi vzpostaviti stik s svojimi viri v Matamorosu, da bi nadalje uskladil napad.
Takoj po polnoči 27. februarja so Urreajevi možje presenetili Johnsonove sile. Šest Teksašanov, vključno z Johnsonom, je pobegnilo; preostali so bili ujeti ali ubiti. Ko so od lokalnih vohunov izvedeli za Grantovo lokacijo, so mehiški dragonci 2. marca napadli Teksašane pri potoku Agua Dulce. Ubitih je bilo dvanajst Teksašanov, vključno z Grantom, štirje so bili ujeti, šest pa jih je pobegnilo. Čeprav je Urrea ukazal usmrtiti ujete, jih je namesto tega poslal v Matamoros kot zapornike.
11. marca je Fannin poslal kapitana Amon B. Kinga, da pomaga evakuirati naseljence iz misijona v Refugiu. King in njegovi možje so namesto tega en dan iskali centralistične simpatizerje po lokalnih rančih. V misijon so se vrnili 12. marca in kmalu so jih oblegali Urreova predhodnica in de la Garzini vojaška enota "Victoriana Guardes". Istega dne je Fannin prejel ukaze od Houstona, naj uniči Presidio La Bahía (takrat preimenovan v Fort Defiance) in odkoraka v Victorio. Ker ni želel pustiti nobenega od svojih mož za seboj, je Fannin poslal Williama Warda s 120 možmi, da pomaga Kingovi četi. Wardovi možje so pregnali čete, ki so oblegale cerkev, vendar namesto, da bi se vrnili v Goliad, so se zadržali en dan, da bi izvedli nadaljnje napade na lokalne ranče.
Urrea je prispel s skoraj 1.000 vojaki 14. marca. V bitki pri Refugiu, spopadu, ki je bil izrazito podoben bitki pri Concepciónu, so Teksašani odbili več napadov in povzročili velike žrtve, zanašajoč se na večjo natančnost in doseg svojih pušk. Do konca dneva so bili Teksašani lačni, žejni, utrujeni in skoraj brez streliva. Ward je ukazal umik in pod okriljem teme in dežja so se teksaški vojaki izmuznili skozi mehiške linije, pri čemer so pustili več hudo ranjenih mož za seboj. V naslednjih nekaj dneh so Urreovi možje, s pomočjo lokalnih centralističnih podpornikov, zbrali veliko Teksašanov, ki so pobegnili. Večina jih je bila usmrčena, čeprav jih je Urrea nekaj oprostil, potem ko so njihove žene prosile za njihova življenja, in mehiški polkovnik Juan José Holzinger je vztrajal, da se vsem neameričanom prizanese.
Do konca dneva 16. marca se je večina Urreovih sil začela premikati proti Goliadu, da bi obkolila Fannina. Fannin, ki je še vedno čakal na novice od Kinga in Warda, je še naprej odlašal z evakuacijo iz Goliada. Ko so se 18. marca pripravljali na odhod, je prispela Urreova predhodnica. Preostanek dneva sta se obe konjenici brezciljno spopadali, uspelo jima je le izčrpati teksaške vole, ki so ostali privezani na svoje vozove brez hrane in vode ves dan.
Teksašani so se začeli umikati 19. marca. Tempo je bil počasen in po prevoženih le 4 mi (6,4 km) se je skupina ustavila za eno uro, da bi si odpočila in omogočila volom pašo. Urreove čete so Teksašane dohiteli pozneje tisto popoldne, medtem ko sta Fannin in njegova sila približno 300 mož prečkala prerijo. Urrea, ki se je naučil iz bojev pri Refugiu, je bil odločen, da Teksašani ne bodo dosegli zavetja gozda približno 1,5 mi (2,4 km) naprej, ob potoku Coleto. Ko so jih mehiške sile obkolile, so Teksašani oblikovali tesen votel kvadrat za obrambo. Med to bitko pri Coletu so odbili tri napade, kar je povzročilo približno devet mrtvih in 51 ranjenih Teksašanov, vključno s Fanninom. Urrea je izgubil 50 mož, 140 pa jih je bilo ranjenih. Teksašani so imeli malo hrane, brez vode in zmanjševale so se jim zaloge streliva, vendar so glasovali, da se ne bodo poskušali prebiti do gozda, saj bi morali ranjence pustiti za seboj.
Naslednje jutro, 20. marca, je Urrea postrojil svoje može in svoje novo prispelo topništvo. Ko so videli brezupnost svojega položaja, so se Teksašani s Fanninom predali. Mehiški zapisi kažejo, da so se Teksašani predali po lastni presoji; Teksaški zapisi trdijo, da je Urrea obljubil, da bodo Teksašani obravnavani kot vojni ujetniki in jim bo omogočen prehod v Združene države. Dva dni kasneje je skupina Urrejevih mož obkolila Warda in zadnje člane njegove skupine manj kot 1 km od Victorie. Kljub Wardovim vehementnim ugovorom so njegovi možje glasovali za predajo, kasneje so se spominjali, da so jim rekli, da bodo poslani nazaj v Združene države.
Na cvetno nedeljo, 27. marca, so Fannina, Warda, Westoverja in njihove može odpeljali iz predsedstva in jih ustrelili. Mehiška konjenica je bila nameščena v bližini, da bi preganjala vse, ki bi poskušali pobegniti. Približno 342 Teksašanov je umrlo, 27 pa jih je pobegnilo ali pa so jim mehiške čete prizanesle. Nekaj tednov po pokolu v Goliadu je mehiški kongres uradno pomilostil vse teksaške ujetnike, ki so bili obsojeni na smrtno kazen.

### Teksaška konvencija leta 1836
Konvencija leta 1836 v Washington-on-the-Brazos, Teksas, 1. marca je privabila 45 delegatov, ki so predstavljali 21 občin. V eni uri po odprtju konvencije je George C. Childress predložil predlog Teksaške deklaracije neodvisnosti, ki je bil 2. marca premočno sprejet. 6. marca, nekaj ur po padcu Alama, je prispela Travisova zadnja depeša. Njegova stiska je bila očitna; delegat Robert Potter je takoj predlagal, da se konvencija prekine in da se vsi delegati pridružijo vojski. Houston je prepričal delegate, naj ostanejo, nato pa je odšel prevzeti poveljstvo nad vojsko. S podporo konvencije je bil Houston zdaj vrhovni poveljnik vseh rednih, prostovoljnih in miličniških sil v Teksasu.
V naslednjih desetih dneh so delegati pripravili ustavo za Republiko Teksas. Deli dokumenta so bili dobesedno prepisani iz Ustave Združenih držav; drugi členi so bili parafrazirani. Vlada novega naroda je bila strukturirana podobno kot vlada Združenih držav, z dvodomnim zakonodajnim telesom, glavnim izvršnim organom in vrhovnim sodiščem. V ostrem odstopanju od svojega modela je nova ustava izrecno dovoljevala rekvizicijo blaga in prisilno nastanitev vojakov. Prav tako je izrecno legalizirala suženjstvo in priznala pravico ljudem do upora proti vladni oblasti. Po sprejetju ustave 17. marca so delegati izvolili začasne uradnike za vodenje države in nato prekinili zasedanje. David G. Burnet, ki ni bil delegat, je bil izvoljen za predsednika. Naslednji dan je Burnet napovedal, da se vlada seli v Harrisburg v Teksasu.

## Umik: marec–maj 1836

### Teksaški umik: "Panični beg"
11. marca je Santa Anna poslal eno kolono vojakov, da se pridruži Urrei, z navodili, naj se premaknejo v Brazorio, ko bodo Fanninovi možje nevtralizirani. Drugi sklop 700 vojakov pod generalom Antoniom Gaono bi napredoval po Caminu Realu do Mine in nato do Nacogdochesa. General Joaquín Ramírez y Sesma bi v San Felipe pripeljal dodatnih 700 mož. Mehiške kolone so se tako premikale proti severovzhodu po približno vzporednih poteh, ločenih za 40–50 km.
Istega dne, ko so mehiške čete zapustile Béxar, je Houston prispel v Gonzales in 374 zbranim prostovoljcem (nekateri brez orožja) sporočil, da je Teksas zdaj neodvisna republika. Tik po 23. uri 13. marca sta Susanna Dickinson in Joe prinesla novico, da je bila posadka Alama poražena in da mehiška vojska napreduje proti teksaškim naseljem. Hitro sklican vojni svet je glasoval za evakuacijo območja in umik. Evakuacija se je začela ob polnoči in potekala tako hitro, da se mnogi teksaški izvidniki niso zavedali, da se je vojska premaknila. Vse, kar ni bilo mogoče odnesti, je bilo sežgano, edina dva topova vojske pa sta bila vržena v reko Guadalupe. Ko je Ramírez y Sesma 14. marca zjutraj prispel v Gonzales, je našel stavbe, ki so še vedno tlele.
Večina državljanov je bežala peš, mnogi so nosili svoje majhne otroke. Konjeniška četa pod vodstvom Seguína in Salvadorja Floresa je bila dodeljena kot zadnja straža za evakuacijo bolj izoliranih rančev in zaščito civilistov pred napadi mehiških čet ali Indijancev. Bolj ko se je vojska umikala, več civilistov se je pridružilo begu. Za obe vojski in civiliste je bil tempo počasen; močni dežji so poplavili reke in ceste spremenili v blatne jame.
Ko se je razširila novica o padcu Alama, so se vrste prostovoljcev povečale in 19. marca dosegle približno 1.400 mož. Houston je 20. marca izvedel za Fanninov poraz in spoznal, da je njegova vojska zadnje upanje za neodvisen Teksas. Ker je bil zaskrbljen, da bo njegova slabo usposobljena in nedisciplinirana sila dobra le za eno bitk, in ker se je zavedal, da bi Urrejeve sile zlahka obkolile njegove može, se je Houston še naprej izogibal spopadu, na veliko nezadovoljstvo svojih čet. Do 28. marca se je teksaška vojska umaknila 120 km čez reki Navidad in Colorado. Mnogi vojaki so dezertirali; tisti, ki so ostali, so godrnjali, da je njihov poveljnik strahopetec.
31. marca je Houston ustavil svoje može pri Groce's Landingu, približno 15 km severno od San Felipeja. Dve četi, ki se nista hoteli umakniti dlje od San Felipeja, sta bili dodeljeni za varovanje prehodov na reki Brazos. Naslednja dva tedna so se Teksašani spočili, si opomogli od bolezni in prvič začeli vaditi vojaške vaje. Medtem sta iz Cincinnatija prispela dva topova, znana kot "Dvojčici Ohio". Začasni minister za vojno Thomas Rusk se je pridružil taboru z Burnetovimi ukazi, naj zamenja Houstona, če ta zavrne boj. Houston je hitro prepričal Ruska, da so njegovi načrti zanesljivi. Državni sekretar Samuel P. Carson je Houstonu svetoval, naj se še naprej umika vse do reke Sabine, kjer bi se verjetno zbralo več prostovoljcev iz Združenih držav in omogočilo vojski protinapad. Nezadovoljen z vsemi vpletenimi, je Burnet pisal Houstonu: "Sovražnik se vam posmehuje. Morate se boriti proti njim. Ne smete se več umikati. Država pričakuje, da se boste borili. Rešitev države je odvisna od vašega dejanja." Pritožbe v taboru so postale tako močne, da je Houston objavil obvestila, da bo vsak, ki bo poskušal uzurpirati njegov položaj, postavljen pred vojaško sodišče in ustreljen.
Antonio López de Santa Anna in manjša sila sta ostala v Béxarju. Po prejemu novice, da je umrl vršilec dolžnosti predsednika Miguel Barragán, je Santa Anna resno razmišljal o vrnitvi v Ciudad de México, da bi utrdil svoj položaj. Strah, da bi ga Urrejeve zmage postavile kot političnega tekmeca, je prepričal Santa Anno, da ostane v Teksasu in osebno nadzoruje zadnjo fazo kampanje. Odšel je 29. marca, da bi se pridružil Ramírezu y Sesmi, pri čemer je pustil le majhno silo, da drži Béxar. Ob zori 7. aprila je njuna združena sila vkorakala v San Felipe in zajela teksaškega vojaka, ki je Santa Anno obvestil, da se Teksašani nameravajo umakniti še naprej, če bo mehiška vojska prečkala reko Brazos. Ker ni mogel prečkati Brazosa zaradi majhne čete Teksašanov, zabarikadiranih na rečnem prehodu, je 14. aprila frustrirani Santa Anna vodil silo približno 700 vojakov, da bi zajel začasno teksaško vlado. Vladni uradniki so pobegnili le nekaj ur, preden so mehiške čete prispele v Harrisburg, in Santa Anna je poslal polkovnika Juana Almonteja s 50 konjeniki, da jih prestreže v New Washingtonu. Almonte je prispel ravno, ko je Burnet odrinil v čolnu, namenjenem za otok Galveston. Čeprav je bil čoln še vedno v dosegu njihovega orožja, je Almonte ukazal svojim možem, naj zadržijo ogenj, da ne bi ogrozili Burnetove družine.
V tem trenutku je Santa Anna verjel, da je upor v zadnjih vzdihljajih. Teksaška vlada je bila prisiljena zapustiti celino, brez možnosti komunikacije s svojo vojsko, ki ni pokazala zanimanja za boj. Odločil se je blokirati umik teksaške vojske in odločno končati vojno. Almontejevi izvidniki so napačno poročali, da se Houstonova vojska odpravlja proti Lynchburg Crossingu, na Buffalo Bayou, v pripravah na pridružitev vladi v Galvestonu, zato je Santa Anna ukazal požgati Harrisburg in nadaljeval proti Lynchburgu.
Teksaška vojska je nadaljevala svoj pohod proti vzhodu. 16. aprila so prišli do križišča; ena cesta je vodila proti severu proti Nacogdochesu, druga pa v Harrisburg. Brez ukazov Houstona in brez razprave med seboj so čete v ospredju zavzele cesto v Harrisburg. Prispeli so 18. aprila, kmalu po odhodu mehiške vojske. Istega dne sta Deaf Smith in Henry Karnes zajela mehiškega kurirja, ki je nosil obveščevalne podatke o lokacijah in prihodnjih načrtih vseh mehiških čet v Teksasu. Ko je spoznal, da ima Santa Anna le majhno silo in ni daleč, je Houston imel navdušujoč govor svojim možem, jih spodbujal, naj se "spomnijo Alama" in "spomnijo Goliada". Njegova vojska je nato pohitela proti Lynchburgu. Zaradi skrbi, da njegovi možje morda ne bi razlikovali med mehiškimi vojaki in Tejanosi v Seguínovi četi, je Houston prvotno ukazal Seguínu in njegovim možem, naj ostanejo v Harrisburgu, da bi varovali tiste, ki so bili preveč bolni za hitro potovanje. Po glasnih protestih Seguína in Antonio Menchaca je bil ukaz preklican, pod pogojem, da Tejanosi nosijo kos kartona v klobukih, da se identificirajo kot teksaški vojaki.

### San Jacinto
Območje ob Buffalo Bayou je imelo veliko gostih hrastovih gozdov, ločenih z močvirji. Ta vrsta terena je bila Teksašanem znana in mehiškim vojakom precej tuja. Houstonova vojska, ki je štela 900 mož, je prispela do Lynch's Ferry sredi dopoldneva 20. aprila; Santa Annina 700-članska sila je prispela nekaj ur kasneje. Teksašani so se utaborili v gozdnatem območju ob bregu Buffalo Bayou; čeprav je lokacija nudila dobro kritje in pomagala skriti njihovo polno moč, Teksašanom ni pustila prostora za umik. Kljub protestom več njegovih častnikov se je Santa Anna odločil utaboriti na ranljivi lokaciji, ravnini blizu reke San Jacinto, obdani z gozdom na eni strani, močvirjem in jezerom na drugi. Oba tabora sta bila oddaljena približno 500 yd (460 m), ločena s travnatim območjem z rahlim dvigom na sredini. Polkovnik Pedro Delgado je kasneje zapisal, da je "taborišče, ki ga je izbral Njegova Ekscelenca, v vseh pogledih nasprotovalo vojaškim pravilom. Vsak mladenič bi se odrezal bolje."
V naslednjih nekaj urah sta se zgodila dva kratka spopada. Teksašani so zmagali v prvem, prisilili majhno skupino dragoncev in mehiško artilerijo k umiku. Mehiški dragonci so nato prisilili teksaško konjenico k umiku. V spopadu je bil Rusk, peš, da bi napolnil puško, skoraj zajet s strani mehiških vojakov, vendar ga je rešil novo prispeli teksaški prostovoljec Mirabeau B. Lamar. Kljub Houstonovim ugovorom je veliko pešakov pohitelo na polje. Ko se je teksaška konjenica umikala, je Lamar ostal zadaj, da bi rešil še enega Teksašana, ki je bil vržen s konja; mehiški častniki so "domnevno ploskali" njegovi hrabrosti. Houston je bil jezen, ker je pehota prekršila njegove ukaze in Santa Anni dala boljšo oceno njihove moči; možje so bili enako razburjeni, ker Houston ni dovolil polne bitke.
Skozi noč so mehiške čete utrjevale svoj tabor, ustvarjale doprsne obrambe iz vsega, kar so našle, vključno s sedli in grmovjem. Ob 9. uri 21. aprila je prispel Cos s 540 okrepitvami, s čimer se je mehiška sila povečala na 1.200 mož, kar je preseglo število Teksašanov. Cosovi možje so bili neizkušeni rekruti in neizkušeni vojaki in so neprekinjeno marširali več kot 24 ur, brez počitka in hrane. Ko je jutro minevalo brez teksaškega napada, so mehiški častniki znižali svojo stražo. Popoldne je Santa Anna dovolil Cosovim možem spati; njegove lastne utrujene čete so prav tako izkoristile čas za počitek, jed in kopanje.
Kmalu po prihodu mehiških okrepitev je Houston ukazal Smithu, naj uniči "Vince's Bridge", 5 mi (8,0 km) stran, da bi upočasnil morebitne nadaljnje mehiške okrepitve. Ob 4 p.m. so se Teksačani začeli tiho plaziti skozi visoko travo, vlekoč top za seboj. Teksaški top je izstrelil ob 4:30, s čimer se je začela bitka pri San Jacintu. Po enem samem strelu so Teksačani prekinili vrste in se zgrnili čez mehiške obrambne položaje, da bi se vključili v boj od blizu. Mehiški vojaki so bili popolnoma presenečeni. Santa Anna, Castrillón in Almonte so kričali pogosto nasprotujoče si ukaze, poskušajoč organizirati svoje može v nekakšno obrambo. V 18 minutah so mehiški vojaki zapustili svoj tabor in pobegnili za svoja življenja. Ubijanje je trajalo ure.
Mnogi mehiški vojaki so se umaknili skozi močvirje do jezera Peggy. Teksaški strelci so se postavili na bregove in streljali na vse, kar se je premikalo. Mnogi teksaški častniki, vključno s Houstonom in Ruskom, so poskušali ustaviti pokol, vendar niso mogli pridobiti nadzora nad možmi. Teksačani so še naprej vzklikali "Spomnite se Alama! Spomnite se Goliada!", medtem ko so prestrašeni mehiški pešaki kričali "Jaz ne Alamo!" in prosili za milost brez uspeha. V tem, kar je zgodovinar Davis imenoval "ena najbolj enostranskih zmag v zgodovini", je bilo ubitih 650 mehiških vojakov in 300 ujetih. Enajst Teksačanov je umrlo, 30 drugih, vključno s Houstonom, pa je bilo ranjenih.
Čeprav so bile čete Santa Anne popolnoma poražene, niso predstavljale večine mehiške vojske v Teksasu. Dodatnih 4.000 vojakov je ostalo pod poveljstvom Urree in generala Vicente Filisola. Teksačani so zmagali v bitki zaradi napak, ki jih je storil Santa Anna in Houston se je dobro zavedal, da bi imele njegove čete malo upanja, da bi ponovile svojo zmago proti Urrei ali Filisoli. Ko se je spustila tema, je bila velika skupina ujetnikov pripeljana v tabor. Houston je sprva zamenjal skupino za mehiške okrepitve in zakričal, da je vse izgubljeno.

### Mehiški umik in predaja
Santa Anna je uspešno pobegnil proti "Vince's Bridge". Ko je ugotovil, da je most uničen, se je skril v močvirje in bil ujet naslednji dan. Pripeljan je bil pred Houstona, ki je bil ustreljen v gleženj  in bil tako težje ranjen.  Teksaški vojaki so se zbrali okoli in zahtevali takojšnjo usmrtitev mehiškega generala. Santa Anna je v pogajanjih za svoje življenje predlagal, da bo preostalim mehiškim četam ukaal, naj se umaknejo. V pismu Filisoli, ki je bil zdaj višji mehiški uradnik v Teksasu, je Santa Anna zapisal, da so "včeraj zvečer [imeli] nesrečno srečanje" in svojim četam ukazal, naj se umaknejo v Béxar in počakajo na nadaljnja navodila.
Urrea je Filisolo pozval, naj nadaljuje kampanjo. Prepričan je bil, da lahko uspešno izzove teksaške čete. Po Hardinu je "Santa Anna Mehiki predstavil eno vojaško katastrofo; Filisola ni želel tvegati še ene." Pomladno deževje je uničilo strelivo in ceste so bile skoraj neprehodne, čete so se pogrezale do kolen v blato. Mehiškim četam je kmalu zmanjkalo hrane in začele so zbolevati za grižo in drugimi boleznimi. Njihove oskrbovalne linije so se popolnoma porušile, kar ni puščalo upanja na nadaljnje okrepitve. Filisola je kasneje zapisal, da "če bi nas sovražnik srečal v teh krutih okoliščinah, na edini cesti, ki je ostala, ni preostalo drugega kot umreti ali se predati po lastni presoji".
Nekaj tednov po San Jacintu se je Santa Anna še naprej pogajal s Houstonom, Ruskom in nato Burnetom. Santa Anna je predlagal dve pogodbi, javno različico obljub med državama in zasebno različico, ki je vključevala osebne dogovore Santa Anne. "Velasco pogodbi" sta zahtevali, da se vse mehiške čete umaknejo južno od Rio Grande in da se vsa zasebna lastnina – šifra za sužnje – spoštuje in vrne. Vojni ujetniki bi bili izpuščeni nepoškodovani, Santa Anna pa bi takoj dobil prehod v Veracruz. Skrivaj je obljubil, da bo prepričal mehiški kongres, naj prizna Republiko Teksas in prizna Rio Grande kot mejo med državama.
Ko je Urrea sredi maja začel marširati proti jugu, so z njim odšle številne družine iz San Patricia, ki so podpirale mehiško vojsko. Ko so teksaške čete prispele v začetku junija, so našle le še 20 družin. Območje okoli San Patricia in Refugia je v letih Republike Teksas doživelo "opazno depopulacijo". Čeprav je pogodba določala, da bosta Urrea in Filisola vrnila vse sužnje, ki so jih njune vojske zaščitile, je Urrea to zavrnil. Mnogi nekdanji sužnji so sledili vojski v Mehiko, kjer so lahko bili svobodni. Do konca maja so mehiške čete prečkale Nueces. Filisola je v celoti pričakoval, da je poraz začasen in da bo sprožena druga kampanja za ponovno osvojitev Teksasa.

## Posledice

### Vojska
Ko so mehiške oblasti prejele novico o porazu Santa Anne pri San Jacintu, so bile zastave po vsej državi spuščene na pol droga in ovite v žalovanje. Mehiške oblasti so zavrnile priznanje Republike Teksas in obsodile vse sporazume, ki jih je podpisal Santa Anna, vojni ujetnik. Filisolo so zasmehovali zaradi vodenja umika in ga hitro zamenjali z Urreo. V nekaj mesecih je Urrea zbral 6.000 vojakov v Matamorosu, pripravljenih na ponovno osvojitev Teksasa. Vendar se ponovna mehiška invazija na Teksas ni nikoli uresničila, saj je bila Urrejeva vojska preusmerjena, da bi se spopadla z nadaljnjimi federalističnimi upori v drugih državnih regijah v Mehiki.
Večina v Teksasu je domnevala, da se bo mehiška vojska hitro vrnila. Toliko ameriških prostovoljcev se je v mesecih po zmagi pri San Jacintu zgrnilo v teksaško vojsko, da teksaška vlada ni mogla vzdrževati natančnega seznama vpoklicev. Iz previdnosti je Béxar ostal pod vojaškim zakonom skozi celo leto 1836. Rusk je ukazal, da se vsi Tejanosi na območju med rekama Guadalupe in Nueces preselijo bodisi v vzhodni Teksas bodisi v Mehiko. Nekateri prebivalci, ki se niso hoteli podrediti, so bili prisilno odstranjeni. Novi anglo naseljenci so se preselili in z grožnjami ter pravnimi manevri prevzeli zemljo, ki so jo nekoč naseljevali Tejanosi. V naslednjih nekaj letih se je na stotine družin Tejanosov preselilo v Mehiko.
Dolga leta so mehiške oblasti uporabljale ponovno osvojitev Teksasa kot izgovor za uvedbo novih davkov in postavitev vojske za priročno prioriteto osiromašene države. Posledica so bili le občasni spopadi. Večje odprave so bile preložene, saj so bila vojaška sredstva dosledno preusmerjena v druge upore, iz strahu, da bi se te regije povezale s Teksasom in še bolj razdrobile državo. Severne mehiške države, v središču odprave Matamoros, so leta 1839 za kratek čas ustanovile neodvisno Republiko Rio Grande. Istega leta je mehiški kongres obravnaval zakon, ki bi razglasil za izdajo pozitivno govorjenje o Teksasu. Junija 1843 so voditelji obeh narodov razglasili premirje.

### Republika Teksas
1. junija 1836 se je Santa Anna vkrcal na ladjo, da bi odpotoval nazaj v Mehiko. Naslednja dva dni so se zbirale množice teksaških vojakov, od katerih so mnogi prispeli tisti teden iz Združenih držav, da bi zahtevali njegovo usmrtitev. Lamar, ki je bil zdaj povišan v sekretarja za vojno, je imel govor, v katerem je vztrajal, da "Množice ne smejo ustrahovati vlade. Ne želimo francoske revolucije v Teksasu!", toda 4. junija so vojaki prijeli Santa Anno in ga postavili pod vojaški pripor. Po Lacku je "šok zaradi strmoglavljenja zunanje politike zaradi ljudskega upora nepreklicno oslabil začasno vlado". Skupina vojakov je sredi julija izvedla neuspešen državni udar. V odgovor je Burnet pozval k volitvam za ratifikacijo ustave in izvolitev kongresa, šeste skupine voditeljev Teksasa v 12-mesečnem obdobju. Volivci so z veliko večino izvolili Houstona za prvega predsednika Republike Teksas, ratificirali ustavo, ki jo je pripravila konvencija iz leta 1836 in odobrili resolucijo za zahtevo po priključitvi Združenim državam. Houston je izdal izvršni ukaz, s katerim je Santa Anno poslal v Washington, D.C., od tam pa je bil kmalu poslan domov.
Med njegovo odsotnostjo je bil Santa Anna odstavljen. Ob njegovem prihodu mehiški tisk ni izgubljal časa z napadanjem Santa Anne zaradi njegove krutosti do zapornikov, usmrčenih v Goliadu. Maja 1837 je Santa Anna zahteval preiskavo dogodka. Sodnik je ugotovil, da je preiskava namenjena le ugotavljanju dejstev in ni ukrepal; napadi tiska v Mehiki in Združenih državah so se nadaljevali. Santa Anna je bil osramočen do naslednjega leta, ko je postal junak "Pekovske vojne".
Prva teksaška zakonodajna skupščina je zavrnila ratifikacijo pogodbe, ki jo je Houston podpisal s Cherokee in izjavila, da nima pooblastil za dajanje kakršnih koli obljub. Čeprav so teksaške začasne vlade obljubile, da bodo sčasoma nadomestile državljanom blago, ki je bilo zaseženo med vojnimi prizadevanji, večinoma živina in konji niso bili vrnjeni. Veteranom so bile zagotovljene zemljiške nagrade; leta 1879 so preživeli teksaški veterani, ki so služili več kot tri mesece od 1. oktobra 1835 do 1. januarja 1837, dobili dodatnih 1.280 akrov (520 ha) javnih zemljišč. Podeljenih je bilo več kot 13 milijon akrov (5.300 tisoč ha) zemljišč; del tega je bil v okrožju Greer, Oklahoma, za katerega je bilo kasneje ugotovljeno, da je del Oklahome.
Politike Republike Teksas so spremenile status mnogih prebivalcev regije. Ustava je svobodnim črncem prepovedovala stalno prebivanje v Teksasu. Posamezne sužnje je bilo mogoče osvoboditi le z odlokom kongresa in novo osvobojena oseba bi bila nato prisiljena zapustiti Teksas. Ženske so prav tako izgubile pomembne zakonske pravice po novi ustavi, ki je nadomestila tradicionalni španski pravni sistem z angleškim običajnim pravom. Po običajnem pravu je bila odpravljena ideja o skupnem premoženju in ženske niso imele več možnosti, da bi pravno delovale same – da bi podpisovale pogodbe, imele lastnino ali tožile. Nekatere od teh pravic so bile obnovljene leta 1845, ko jih je Teksas dodal v novo državno ustavo. V letih Republike Teksas so se tudi Tejanosi soočali z veliko diskriminacijo.

### Zunanje zadeve
Mehiške oblasti so za izgubo Teksasa krivile posredovanje Združenih držav. Čeprav so Združene države ostale uradno nevtralne, je 40 odstotkov moških, ki so se pridružili teksaški vojski med 1. oktobrom in 21. aprilom, prispelo iz Združenih držav po začetku sovražnosti. Več kot 200 prostovoljcev je bilo članov vojske Združenih držav; nihče ni bil kaznovan, ko so se vrnili na svoja mesta. Ameriški posamezniki so prav tako zagotavljali zaloge in denar za neodvisnost Teksasa. Naslednje desetletje so mehiški politiki pogosto obsojali Združene države zaradi vpletenosti njihovih državljanov.
Združene države so marca 1837 priznale Republiko Teksas, vendar so zavrnile priključitev ozemlja. Mlada republika je zdaj poskušala prepričati evropske države, da bi jo priznale. Konec leta 1839 je Francija priznala Republiko Teksas, potem ko je bila prepričana, da bo postala odličen trgovinski partner.
Več desetletij je bila uradna britanska politika ohranjanje močnih vezi z Mehiko v upanju, da bi država lahko ustavila nadaljnjo širitev Združenih držav.  Ko je izbruhnila teksaška revolucija, se je Velika Britanija zavrnila vpletenosti in uradno izrazila prepričanje, da bo Mehika lahko sama uredila svoje zadeve. Leta 1840, po letih, v katerih Republika Teksas ni bila niti priključena Združenim državam niti ponovno vključena v Mehiko, je Velika Britanija podpisala pogodbo o priznanju države in delovala kot posrednik, ki je Teksasu pomagal pridobiti priznanje s strani Mehike.
Združene države so marca 1845 glasovale za priključitev Teksasa kot 28. zvezna država. Dva meseca pozneje se je Mehika strinjala, da bo priznala Republiko Teksas, če ne bo priključena Združenim državam. 4. julija 1845 so Teksašani glasovali za priključitev. To je sprožilo mehiško-ameriško vojno, v kateri je Mehika izgubila skoraj 55 odstotkov svojega ozemlja v korist Združenih držav in se formalno odpovedala svojim zahtevam po Teksasu.

## Zapuščina
Čeprav med teksaško revolucijo niso bile uvedene nobene nove bojne tehnike, so bile številke žrtev za tisti čas precej nenavadne. Na splošno je bilo v vojskovanju 19. stoletja število ranjenih dva ali trikrat večje od števila ubitih. Od oktobra 1835 do aprila 1836 je umrlo približno 1.000 mehiških in 700 teksaških vojakov, ranjenih pa je bilo 500 mehiških in 100 teksaških. Odstopanje od norme je bilo posledica odločitve Santa Anne, da teksaške upornike označi za izdajalce in teksaške želje po maščevanju.
Med revolucijo so si teksaški vojaki pridobili sloves poguma in bojevitosti. Lack poudarja, da se je med vojno v vojsko vpisalo manj kot pet odstotkov teksaškega prebivalstva, kar je dokaj nizka stopnja udeležbe. Teksaški vojaki so spoznali, da je mehiška konjenica veliko boljša od njihove. V naslednjem desetletju so si teksaški rangerji izposodili taktiko mehiške konjenice in sprejeli špansko sedlo in ostroge, laso in ruto.
Združenje veteranov Teksasa, ki so ga sestavljali izključno revolucionarni veterani, ki sp živeli v Teksasu, je bilo aktivno od leta 1873 do 1901 in je imelo ključno vlogo pri prepričevanju zakonodajalca, da ustvari spomenik v čast veteranom San Jacinta. Konec 19. stoletja je teksaška zakonodaja kupila bojišče San Jacinto, kjer danes stoji "Spomenik San Jacinto", najvišji kamniti spomenik na svetu. V začetku 20. stoletja je teksaška zakonodaja kupila misijo Alamo, zdaj uradno državno svetišče. Pred cerkvijo, v središču trga Alamo Plaza, stoji kenotaf, ki ga je zasnoval Pompeo Coppini in spominja na branilce, ki so umrli med bitko. Alamo vsako leto obišče več kot 2,5 milijona ljudi.
Teksaška revolucija je bila tema poezije ter številnih knjig, iger in filmov. Večina angleško govorečih del odraža perspektive Anglosov in se osredotoča predvsem na bitko pri Alamu. Od prvega romana, ki prikazuje dogodke revolucije, »Mehika proti Teksasu« iz leta 1838, do sredine 20. stoletja je večina del vsebovala teme antiklerikalizma in rasizma, ki bitko prikazujejo kot boj za svobodo med dobrim (Anglo Teksas) in zlim (Mehičani). Tako v angleško govoreči kot špansko govoreči literaturi se Alamo pogosto primerja z bitko pri Termopilih. Miniserija Disney iz petdesetih let 20. stoletja Davy Crockett, ki si je pri izvornem gradivu privoščila precejšnjo svobodo, je vzbudila svetovno zanimanje za bitko.  V nekaj letih je John Wayne režiral in igral v eni najbolj znanih in morda zgodovinsko najmanj natančnih filmskih različic, The Alamo (film iz leta 1960). Omeniti velja, da je bila ta različica prvi poskus opustitve rasnih stereotipov; v Mehiki je bila še vedno prepovedana. Konec sedemdesetih let prejšnjega stoletja so dela o Alamu začela raziskovati »tejanske« perspektive, ki so bile skoraj izginile celo iz učbenikov o revoluciji in raziskovati povezave revolucije s suženjstvom.